# Frederico Antunes
Frederico Cantori Antunes (Uruguaiana, 25 de outubro de 1968) é um engenheiro agrônomo e político brasileiro filiado ao Partido Progressista (PP).

## Biografia
Frederico Antunes é formado em Engenharia Agronômica pela PUC de Uruguaiana.Iniciou sua carreira política em 1992, quando foi eleito vereador em sua cidade natal, Uruguaiana.

## Carreira política

### Início na política
Frederico Antunes iniciou sua trajetória política em 1992, quando foi eleito vereador em Uruguaiana, sua cidade natal. Desde então, construiu uma carreira política sólida, que o levou à Assembleia Legislativa do Rio Grande do Sul, onde exerce atualmente seu sétimo mandato consecutivo como deputado estadual.

### Deputado estadual
Foi eleito deputado estadual pela primeira vez em 1998 à Assembleia Legislativa do Rio Grande do Sul, para a 50ª Legislatura (1999-2003), e desde então foi reeleito consecutivamente para as legislaturas seguintes: 51ª (2003-2007), 52ª (2007-2011), 53ª (2011-2015), 54ª (2015-2019), 55ª (2019-2023) e 56ª (2023-2027).
Em 2010, foi um dos deputados estaduais do Rio Grande do Sul que votou a favor do aumento de 73% nos próprios salários em dezembro, fato esse que gerou uma música crítica chamada "Gangue da Matriz" composta e interpretada pelo músico Tonho Crocco, que fala em sua letra os nomes dos 36 deputados (inclusive o de Frederico Antunes) que foram favoráveis a esse autoconcedimento salarial; Giovani Cherini como presidente da Assembleia Legislativa do Rio Grande do Sul na ocasião entrou com uma representação contra o músico, Cherini falou que era um crime contra honra e o título era extremamente agressivo e fazia referência a criminosos que mataram o jovem Alex Thomas, na época Adão Villaverde que se tornou o sucessor na presidência da Assembleia Legislativa, expressou descontentamento discordando da decisão de Cherini, mas em agosto do mesmo ano o próprio Giovani Cherini ingressou com petição pedindo o arquivamento contra o músico com a alegação que não era vítima no processo (seu nome não aparecia na letra, pois como presidente do parlamento gaúcho na ocasião não podia votar) e que defendia a liberdade de expressão, na época Tonho recebeu apoio de uma loja que espalhou 20 outdoors pela capital Porto Alegre e também imenso apoio por redes sociais.
Nas eleições de 2022, foi reeleito para seu sétimo mandato consecutivo, recebendo 42.847 votos.

### Presidente da Assembleia Legislativa
Em 2007, primeiro ano da 52ª Legislatura, Frederico Antunes foi eleito por unanimidade presidente da Assembleia Legislativa do Rio Grande do Sul. Durante sua gestão à frente do Legislativo gaúcho, promoveu ações conjuntas com a Câmara Municipal de Porto Alegre para defender o interesse público.

### Líder do Governo
Em 2015 e 2016, os dois primeiros anos da 54ª Legislatura, Frederico Antunes liderou a bancada do PP na Assembleia Legislativa. Desde 2019, é líder do governo Eduardo Leite na Assembleia Legislativa, função que ocupa desde a primeira gestão do governador tucano.
Em 2024, foi designado relator da lei orçamentária para 2025, reforçando seu papel estratégico na articulação entre o Executivo e o Legislativo.

### Comissões e frentes parlamentares
Na atual legislatura, Frederico Antunes presidiu novamente a Comissão do Mercosul e Assuntos Internacionais.
Nos anos seguintes à sua presidência da Assembleia Legislativa, presidiu a Comissão Especial da Dívida Ativa do Estado, buscando soluções para a questão do endividamento do Rio Grande do Sul.